# Districtul Ziama Mansouriah
Ziama Mansouriah este un district din provincia Jijel, Algeria.